# پایگاه هوایی صبها
پایگاه هوایی صبها (به انگلیسی: Sabha Air Base) یک فرودگاه نظامی است که یک باند فرود آسفالت دارد و طول باند آن ۳۵۸۳ متر است. این فرودگاه در شهر سبها کشور لیبی قرار دارد و در ارتفاع ۸۸ متری از سطح دریا واقع شده است.